# Gerhard Gesemann
Gerhard Gesemann, född 16 december 1888 i Lichtenberg i Salzgitter, död 31 mars 1948 i Bad Tölz, var en tysk slavist.
Gerhard Gesemann blev docent i München 1920, professor i slavisk filologi vid tyska universitetet i Prag, och senare president för Tyska vetenskapliga institutet i Belgrad. Gesemann arbetade förför allt med den sydslaviska litteraturens och kulturens område. Bland hans viktigaste arbeten märks Deutschtum in Südslavien (1922), Studien zur südslavischen Volksepik (1926), Die serbokratische Literatur (1930) och Kultur der Südslawen (i Handbuch der Kulturgeschichte, 2 delen, 1936)